# The Toy Wife
The Toy Wife és una pel·lícula dramàtica estatunidenca de 1938 dirigida per Richard Thorpe i protagonitzada per Luise Rainer i Melvyn Douglas. Aquesta pel·lícula d'època va ser produïda per Merian C. Cooper i escrita per Zoë Akins.

## Argument
Ambientada abans de la Guerra Civil americana, The Toy Wife explica la història de la Frou-Frou, una noia coqueta de 16 anys. Després d'educar-se a França a una prestigiosa escola, ha tornat a la plantació familiar de Louisiana. Amb ganes d'anar a Nova Orleans, fingeix mal de queixal per visitar-hi un dentista. L'acompanyada Madame Vallaire, però aviat l'abandona per assistir a un ball. Allà coneix el fill de la Vaillare, Andre, un noi pel qual se sent immediatament atreta.
Després de tornar a casa, la Frou-Frou i la seva germana gran Louise fan amistat amb en Georges Sartoris, un amic de la família. Louise s'enamora d'ell, però anima la seva germana a casar-s'hi després de descobrir que en Georges està més interessat en la Frou-Frou. La Frou-Frou i en Georges es casen i cinc anys després, el seu fill de quatre anys celebra el seu aniversari. A en Georges li preocupa que la seva dona sigui, després de tots aquests anys, encara jove i coqueta.
Tement que no podrà renunciar al seu estil de vida per enganxar-se a la llar, en Georges demana a la Louise que ensenyi a la seva germana com ser una mestressa de casa. Les coses no surten com estava previst i, finalment, és la Louise qui fa totes les tasques. Mentrestant la Frou-Frou es torna a trobar amb l'Andre mentre assaja una nova obra que protagonitzarà. A casa, s'adona que la seva germana s'està apoderant de la seva vida, guanyant el cor tant d'en Georges com del seu fill. Indignada, s'enfronta a la Louise i s'escapa amb l'Andre.
Sis mesos més tard, Madame Vallaire informa al pare de la Frou-Frou, en Victor, que la seva filla i l'Andre viuen a la ciutat de Nova York. Consternat, en Víctor s'ensorra i mor el mateix dia. Mentrestant, la Frou-Frou i l'Andre viuen en la pobresa a causa dels deutes d'aquest amb els jocs d'atzar. El testament del seu pare la deixa amb la meitat de la seva plantació, però ella dona la seva part al seu fill Georgie. Quan ella i l'Andre tornen a Nova Orleans, l'exmarit gelós Georges desafia l'Andre a un duel. Tothom sospita que l'Andre guanyarà, però el maten a trets. S'insinua que l'Andre havia escollit intencionadament ser el perdedor del duel, perquè va triar les pistoles com a armes, en lloc de la seva preferència real per les espases.
El temps passa i la Frou-Frou és ara una dona pobra, morint de pneumònia. En Georges visita la Frou-Frou i finalment li permet tornar a veure el seu fill. La porta a casa i la Frou-Frou li diu que s'hauria de casar amb la Louise. Poc després, la Frou-Frou mor.

## Repartiment

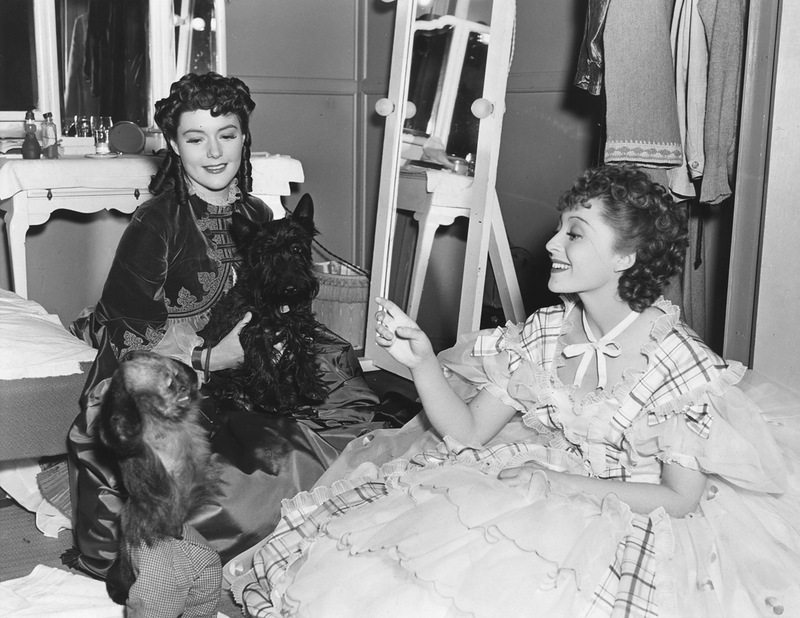
Barbara O'Neil i Luise Rainer

- Luise Rainer com Gilberte 'Frou Frou' Brigard
- Melvyn Douglas com George Sartoris
- Robert Young com Andre Vallaire
- Barbara O'Neil com Louise Brigard
- H.B. Warner com Victor Brigard
- Alma Kruger com Madame Vallaire
- Theresa Harris com Pickaninny 'Pick'
- Walter Kingsford com Jutge Rondell
- Clinton Rosemond com Pompey
- Clarence Muse com Brutus
- Leonard Penn com Gaston Vincent

## Producció
La pel·lícula està basada en l'obra francesa Froufrou de Ludovic Halévy i Henri Meilhac, estrenada el 1869. La pel·lícula sovint es coneix com un drama d'època. El 1938 a la indústria cinematogràfica va ser l'any del renaixement de l'interès per la guerra civil estatunidenca. Allò que el vent s'endugué va ser un gran èxit i la seva adptació cinematogràfica ja estava en procés. Amb Warner Bros. distribuint Jezebel també, Metro-Goldwyn-Mayer sabia que no es podia deixar enrere. La pel·lícula es va precipitar a la producció, que finalment es va estrenar com a The Toy Wife.
La pel·lícula va ser protagonitzada per Luise Rainer, una actriu que era titllada de difícil de treballar. S'havia fet famosa en un curt període en guanyar dos Oscars per la seva interpretació d'Anna Held a The Great Ziegfeld (1936) i O-Lan a The Good Earth (1937). De sobte, el públic ja no estava interessat en ella i va enfadar el cap de l'estudi Louis B. Mayer en exigir constantment un sou més alt. La seva reacció va ser llançar-la només a pel·lícules B, inclosa The Toy Wife .
Hi va haver un conflicte de temps durant la producció, que va obligar al director Richard Thorpe a retirar-se de la direcció de The Shopworn Angel (1938), una pel·lícula dramàtica protagonitzada per Margaret Sullavan i James Stewart. No hi va haver un gran pressuposti degut a la contractació de Rainer, l'estudi no es podia permetre un protagonista masculí famós, així que va escollir a Melvyn Douglas. Greer Garson va ser considerada en un moment per al paper de Louise, però Rainer i Thorpe es van oposar a la idea.

## Recepció
Tot i que l'estudi va pensar que la pel·lícula seria un èxit, es va convertir en un fracàs. Segons els registres de MGM, la pel·lícula va guanyar 557.000 dòlars als Estats Units i Canadà i 298.000 a altres llocs, la qual cosa va suposar una pèrdua de 29.000 dòlars.
The Toy Wife va ser descartada i la trama va ser molt criticada. Rainer va rebre moltes crítiques negatives, i The New York Times va qualificar la seva interpretació de "ferida massa forta per a la comoditat de ningú". La crítica també va assenyalar que estava sent "massa femenina". Ni ella ni l'estudi estaven contents amb els resultats.
Rainer va dir que la seva elecció en aquesta pel·lícula va ser un càstig fallit, perquè va insistir que li encantava treballar amb en Douglas. Rainer era coneguda per odiar Hollywood, però va descriure en Douglas com una persona amorosa, que era una de les poques que es preocupaven per alguna cosa més que actuar. No obstant això, Rainer va acabar el seu contracte amb l'estudi el mateix any i es va retirar de la indústria cinematogràfica.